# Jorge Cruz
Jorge Humberto Cruz Estupiñan (Buenaventura, Valle del Cauca, Colombia; 7 de septiembre de 1954) es un exfutbolista y entrenador de fútbol colombiano. Actualmente es asistente de Héctor Cárdenas en la Selección Colombia Sub-17.
No confundir con el entrenador Eduardo 'Abuelo' Cruz, ni con el exfutbolista tulueño Jorge 'Negro' Cruz quien durante 7 años militó con éxito en el fútbol argentino.

## Trayectoria

### Como jugador
Se inició jugando en su natal Buenaventura teniendo como referencia a los equipos Millonarios y Deportivo Cali ya que eran los clubes más grandes de la época. Ya como jugador profesional su paso fue relativamente corto, paso por el debutando en 1974 con el Deportivo Cali y con cesiones en el Cúcuta Deportivo, Deportes Tolima y Deportes Quindio donde con alta y bajas decide colgar los botines con tan solo 28 años en 1982. Tras su retiro compró un taxi el cual condujo un tiempo, de manera jocosa Jorge comenta que ser taxista le quedó grande y con ayuda del Rifle Andrade de a poco se fue metiendo en la dirección técnica de fútbol.

### Como entrenador
Jorge, fue contactado por Reynado Martínez para ser asistente técnico de Néstor Otero y Félix Valverde Quiñones en la Selección del Valle del Cauca, allí celebraron dos títulos demás en varios periodos dirigió en propiedad.
Luego dirigió en propiedad a jugadores como Julián Viáfara, Fernando Fernández, Edwin Rivas, Diego Bonilla, Babilla Díaz, Giovanni Córdoba, Mayer Candelo, León Darío Muñoz, Tigre Castillo y Matador Téllez en la Selección Colombia sub-20 en sudamericano de Chile. De allí pasaría de la mano de Nelson Gallego a orientar en las Divisiones Menores del Deportivo Cali por muchos años.
El 9 de abril de 2010 el profesor Cruz dirige el Deportivo Cali reemplazando a Jorge Luis Bernal quien no tuvo buenos resultados.
Después de dirigir el primer torneo y casi clasificar al Cali, en su segundo torneo no le fue tan bien y después de perder 2:0 con Deportes Quindío en Cartago el profesor Cruz es relevado del cargo como director técnico el 16 de agosto de 2010 y lo remplaza Jaime de la Pava.
Pero 1 de marzo de 2011 vuelve a dirigir el primer equipo después de la renuncia de Jaime de la Pava por malos resultados y logra clasificar al Cali en la última fecha después de estar en el fondo de la tabla y que los periodistas e hinchas lo dieran por eliminado. Cruz es visto por los hinchas del Deportivo Cali como un futuro entrenador histórico del club. El 23 de septiembre de 2011 tras la eliminación de la Copa Sudamericana a manos de Independiente Santa Fe, fue cesado de su cargo y toma interinamente el primer equipo Jairo Arboleda "el maestro".

## Clubes

### Como jugador
| Club             | País     |
| ---------------- | -------- |
| Deportivo Cali   | Colombia |
| Deportes Tolima  | Colombia |
| Cúcuta Deportivo | Colombia |
| Deportes Quindio | Colombia |

### Como asistente técnico
| Club                      | Año           | Asistente de            |
| ------------------------- | ------------- | ----------------------- |
| Selección Valle del Cauca | 1992-1997     | Néstor Otero            |
| Selección Valle del Cauca | 1992-1997     | Félix Valverde Quiñones |
| Selección Colombia Sub-17 | 2018-presente | Héctor Cárdenas         |

### Como entrenador
| Club                      | País     | Año         |
| ------------------------- | -------- | ----------- |
| Selección Colombia Sub-20 | Colombia | 1996 - 1997 |
| Inferiores Deportivo Cali | Colombia | 2000 - 2010 |
| Deportivo Cali            | Colombia | 2010        |
| Deportivo Cali            | Colombia | 2011        |
| Acolfutpro                | Colombia | 2012 - 2014 |

## Estadística como entrenador
| Equipo                               | Torneo                | Partidos | Partidos | Partidos | Partidos |
| Equipo                               | Torneo                | PD       | PG       | PE       | PP       |
| ------------------------------------ | --------------------- | -------- | -------- | -------- | -------- |
| Selección Colombia Sub-20 · Colombia |                       |          |          |          |          |
| Sudamericano 1997                    | 4                     | 1        | 2        | 1        |          |
| Total club                           | 4                     | 1        | 2        | 1        |          |
| Deportivo Cali · Colombia            |                       |          |          |          |          |
| Apertura 2010                        | 7                     | 4        | 2        | 1        |          |
| Finalización 2010                    | 5                     | 0        | 2        | 3        |          |
| Copa Colombia 2010                   | 7                     | 3        | 3        | 1        |          |
| Apertura 2011                        | 17                    | 9        | 3        | 5        |          |
| Finalización 2011                    | 7                     | 3        | 1        | 3        |          |
| Copa Colombia 2011                   | 11                    | 6        | 2        | 3        |          |
| Copa Sudamericana 2011               | 2                     | 0        | 0        | 2        |          |
| Total club                           | 56                    | 25       | 13       | 18       |          |
| Total como entrenador                | Total como entrenador | 60       | 26       | 15       | 19       |